# Espenhain
Espenhain és un municipi al districte de Leipzig a Saxònia, Alemanya. El 2011 tenia 2.453 habitants i és a una altitud de 164 m. Pertany al territori rural (landkreis) de Lipsia i forma part de la comunitat administrativa (verwaltungsgemeinschaft) de Rötha.